# Ругер II фон Билщайн
Ругер II фон Билщайн (на немски: Rugger II (Rucker) Graf von Bilstein; † 1096) е граф на Билщайн в Тюрингия. Той основава манастир Гермероде.

## Произход, управление и наследство
Той е син на Ругер I фон Плайсенгау († ок. 24 април 1041), маркграф на Плайсенгау. Внук е на граф Вигер II (Видело) фон Плайсенгау/Плайсенланд († 1005), и племенник на Еберхард фон Билщайн († сл. 1093), господар на Билщайн.
От ок. 1130 г. фамилията му се нарича на техния замък Билщайн, западно от Албунген, днес част от Ешвеге. Този замък те са построяват ок. 1100 г.
През 1071 г. Ругер II има графски права в Мартинфелд (при Хайлигенщат). Той основава през 1144/1145 г. манастир Гермероде на 15 км от Ешвеге.
Неговата внучка Хедвиг от Гуденсберг (* 1098; † 1148) се омъжва 1110 г. за Лудвиг I († 1140) от род Лудовинги, ландграф на Тюрингия, брат на граф Хайнрих Распе I. Огромните собствености на Гизоните и Билщайните в голяма част от Хесен отиват на Лудвиг I.

## Фамилия
Ругер II фон Билщайн се жени за фон Гуденсберг, дъщеря на граф Вернер III фон Гуденсберг-Маден († 1065), който е близък приятел с император Хайнрих IV. Те имат две деца:
- Ругер III фон Билщайн († ок. 1124), граф, убит в битка, погребан в манастир Хазунген; баща на:
  - граф Ерпо III фон Билщайн († сл. 1153); баща на:
    - Вигер V фон Билщайн († 1205)
- Кунигунда фон Билщайн († между 1130 – 1138/1140), омъжена I. между 1096 и 1099 г. за граф Гизо IV фон Гуденсберг († 12 март 1122), II. за граф Хайнрих Распе I от Тюрингия, граф на Гуденсберг († 1130) от род Лудовинги, син на ландграф Лудвиг Скачащия от Тюрингия (1042 – 1123)